# Enrique Míguez
Enrique Míguez (Tui, 14 marzo 1966) è un ex canoista spagnolo.

## Palmarès

### Olimpiadi
- 1 medaglia:
  - 1 bronzo (Los Angeles 1984 nel C-2 500 m)